# Liga Premier de Egipto 2024-25
La Liga Premier de Egipto 2024-25, también llamada Nile League por motivos de patrocinio, fue la 66.° temporada de la Premier League de Egipto. La temporada comenzó el 30 de octubre de 2024 y terminó el 31 de mayo de 2025.

## Formato
Esta edición marcó un cambio en el formato de la competición pasando a adoptar un sistema similar al utilizado en varias ligas europeas, en el cual la temporada se repartió en dos fases: una primera etapa y una segunda fase en la que los equipos fueron divididos en dos grupos de acuerdo con su posición en la tabla general. Esto con el objetivo de reducir el número de juegos de los equipos participantes de 34 a 25 y buscar que el campeonato concluya durante los meses de mayo o junio para evitar los conflictos de calendario ocurridos en años anteriores.
En la primera etapa los 18 equipos jugaron todos contra todos entre sí a una sola vuelta. Al finalizar la jornada 17 los clubes fueron divididos en dos: los equipos ubicados entre el primero y el noveno lugar se clasificaron a un grupo de campeonato, mientras que los clubes posicionados entre los lugares diez y dieciocho se pasaron a jugar en el grupo de descenso.
En el grupo de campeonato el equipo que finalizó en primer lugar fue proclamado campeón y obtuvo una plaza en la siguiente edición de la Liga de Campeones de la CAF, misma competición a la que clasificó el segundo lugar, mientras que el tercer lugar del grupo de campeonato consiguió un boleto para la siguiente edición de la Copa Confederación de la CAF. Por otra lado, en el grupo de descenso los dos últimos clasificados fueron relegados a la segunda categoría.

## Equipos participantes
| Pos. | Descendidos a Segunda División de Egipto 2024-25 |
| ---- | ------------------------------------------------ |
| 16.º | Baladeyet                                        |
| 17.º | El-Mokawloon El-Arab                             |
| 18.º | El Dakhleya                                      |

| Pos.            | Ascendidos de Segunda División de Egipto 2023-24 |
| --------------- | ------------------------------------------------ |
| 1.º             | Petrojet                                         |
| 2.º             | Ghazl El-Mehalla                                 |
| 3.º (promoción) | Haras El-Hodood                                  |

### Información de los equipos
| Equipo                 | Entrenador             | Ciudad              | Estadio                                    | Capacidad |
| ---------------------- | ---------------------- | ------------------- | ------------------------------------------ | --------- |
| Al-Ahly                | Marcel Koller          | El Cairo            | Estadio Al-Salam                           | 30 000    |
| Al-Ittihad Alexandria  | Nikodimos Papavasiliou | Alejandría          | Estadio de Alejandría                      | 19 676    |
| Al-Masry               | Ali Maher              | Puerto Said         | Estadio de Suez                            | 27 000    |
| Ceramica Cleopatra FC  | Ayman El Ramadi        | Seis de Octubre     | Estadio Osman Ahmed Osman                  | 35 000    |
| El Gouna FC            | Alaa Abdel Aal         | El Gouna            | Estadio Khaled Bichara                     | 12 000    |
| ENPPI Club             | Sayed Yassin           | Nuevo Cairo         | Estadio Petro Sport                        | 16 000    |
| Ghazl El-Mehalla       | Ahmed Eid              | El-Mahalla El-Kubra | Estadio El Mahalla                         | 14 564    |
| Haras El-Hodood        | Mohamed Youssef        | Alejandría          | Haras El Hodoud Stadium                    | 22 000    |
| Ismaily SC             | Hamad Ibrahim          | Ismailía            | Estadio de Ismailia                        | 18 525    |
| Modern Sport FC        | Talaat Youssef         | Mokattam            | Estadio Internacional de El Cairo          | 75 000    |
| National Bank of Egypt | Tarek Mostafa          | Giza                | Estadio Internacional de El Cairo          | 75 000    |
| Petrojet FC            | Sayed Eid              | Suez                | Estadio de la Academia Militar de El Cairo | 28 000    |
| Pharco FC              | Ahmed Khattab          | Alejandría          | Haras El Hodoud Stadium                    | 22 000    |
| Pyramids FC            | Krunoslav Jurčić       | El Cairo            | Estadio 30 de Junio                        | 30 000    |
| Smouha SC              | Ahmed Samy             | Alejandría          | Estadio de Alejandría                      | 19 676    |
| Tala'ea El-Gaish SC    | Abdel Hamid Bassiouny  | El Cairo            | Estadio Gehaz El Reyada                    | 20 000    |
| Zamalek SC             | José Peseiro           | Guiza               | Estadio Internacional de El Cairo          | 75 000    |
| ZED FC                 | Magdy Abdel Aati       | Guiza               | Estadio Internacional de El Cairo          | 75 000    |

## Primera fase

### Clasificación
| Pos. | Equipo                 | Pts. | PJ | G  | E | P  | GF | GC | Dif. | Clasificación 2024-25 |
| ---- | ---------------------- | ---- | -- | -- | - | -- | -- | -- | ---- | --------------------- |
| 1    | Pyramids FC            | 42   | 17 | 13 | 3 | 1  | 32 | 10 | +22  | Grupo Campeonato      |
| 2    | Al-Ahly                | 39   | 17 | 11 | 6 | 0  | 30 | 9  | +21  | Grupo Campeonato      |
| 3    | Zamalek SC             | 32   | 17 | 9  | 5 | 3  | 30 | 16 | +14  | Grupo Campeonato      |
| 4    | Al-Masry               | 30   | 17 | 8  | 6 | 3  | 19 | 11 | +8   | Grupo Campeonato      |
| 5    | National Bank of Egypt | 29   | 17 | 8  | 5 | 4  | 22 | 18 | +4   | Grupo Campeonato      |
| 6    | Ceramica Cleopatra FC  | 24   | 17 | 6  | 6 | 5  | 23 | 21 | +2   | Grupo Campeonato      |
| 7    | Pharco FC              | 23   | 17 | 6  | 5 | 6  | 17 | 19 | −2   | Grupo Campeonato      |
| 8    | Petrojet FC            | 22   | 17 | 5  | 7 | 5  | 17 | 18 | −1   | Grupo Campeonato      |
| 9    | Haras El-Hodood        | 22   | 17 | 6  | 4 | 7  | 17 | 19 | −2   | Grupo Campeonato      |
| 10   | ZED FC                 | 21   | 17 | 4  | 9 | 4  | 15 | 13 | +2   | Grupo Descenso        |
| 11   | Tala'ea El-Gaish SC    | 21   | 17 | 5  | 6 | 6  | 13 | 18 | −5   | Grupo Descenso        |
| 12   | Smouha SC              | 20   | 17 | 6  | 2 | 9  | 13 | 22 | −9   | Grupo Descenso        |
| 13   | Al-Ittihad             | 18   | 17 | 4  | 6 | 7  | 11 | 16 | −5   | Grupo Descenso        |
| 14   | El Gouna FC            | 17   | 17 | 4  | 5 | 8  | 10 | 15 | −5   | Grupo Descenso        |
| 15   | Ghazl El-Mehalla       | 17   | 17 | 5  | 2 | 10 | 16 | 24 | −8   | Grupo Descenso        |
| 16   | Ismaily SC             | 14   | 17 | 3  | 5 | 9  | 11 | 21 | −10  | Grupo Descenso        |
| 17   | ENPPI Club             | 12   | 17 | 2  | 6 | 9  | 10 | 21 | −11  | Grupo Descenso        |
| 18   | Modern Sport FC        | 9    | 17 | 1  | 6 | 10 | 9  | 24 | −15  | Grupo Descenso        |

Actualizado a los partidos jugados el 5 de marzo de 2025.
 Fuente: SoccerWay
Criterios de clasificación: Puntos · Enfrentamientos directos · Diferencia de goles · Goles a favor · Puntos fair-play · Play-off.

### Resultados
| Local \ Visitante      | AHL | ITT | MAS | CER | ELG | ENP | GHA | HAR | ISM | MDS | NBE | PET | PHA | PYR | SMO | TAL | ZAM | ZED |
| ---------------------- | --- | --- | --- | --- | --- | --- | --- | --- | --- | --- | --- | --- | --- | --- | --- | --- | --- | --- |
| Al-Ahly                | —   | 1–1 | –   | 5–2 | 2–0 | –   | 1–0 | –   | –   | –   | –   | 2–1 | –   | 2–2 | 2–0 | 2–0 | 1–1 | –   |
| Al-Ittihad             | –   | —   | 1–2 | –   | 1–0 | –   | –   | 1–0 | 1–0 | 0–0 | –   | –   | –   | 1–3 | 0–1 | 0–1 | –   | 0–1 |
| Al-Masry               | 0–2 | –   | —   | –   | 0–0 | 2–1 | –   | –   | 0–0 | 4–2 | 0–0 | –   | 1–0 | 1–0 | –   | –   | –   | –   |
| Ceramica Cleopatra FC  | –   | 1–1 | 1–1 | —   | –   | 2–2 | –   | –   | 1–0 | 4–1 | –   | 4–1 | 1–2 | –   | 0–1 | –   | –   | –   |
| El Gouna FC            | –   | –   | –   | 2–0 | —   | 1–0 | 0–1 | 0–1 | 2–0 | –   | 1–2 | –   | –   | 0–1 | –   | –   | 2–2 | 0–0 |
| ENPPI Club             | 0–0 | 1–1 | –   | –   | –   | —   | –   | –   | 1–0 | –   | 0–1 | –   | –   | 1–2 | 1–0 | 0–1 | 0–3 | –   |
| Ghazl El-Mehalla       | –   | 0–0 | 1–0 | 0–1 | –   | 3–0 | —   | 0–1 | –   | 2–1 | 0–1 | –   | –   | –   | –   | 2–3 | 0–4 | –   |
| Haras El-Hodood        | 0–1 | –   | 0–0 | 0–0 | –   | 1–0 | –   | —   | –   | 1–0 | –   | –   | 2–0 | –   | 1–3 | 3–0 | –   | –   |
| Ismaily SC             | 0–4 | –   | –   | –   | –   | –   | 0–0 | 2–2 | —   | –   | –   | 1–0 | 0–2 | 1–1 | 1–0 | 1–2 | –   | –   |
| Modern Sport FC        | 1–3 | –   | –   | –   | 2–3 | 0–0 | –   | –   | 0–3 | —   | 0–1 | –   | –   | 0–1 | –   | 0–0 | 1–0 | 0–0 |
| National Bank of Egypt | 0–0 | 3–2 | –   | 1–2 | –   | –   | –   | 2–1 | 1–0 | –   | —   | 0–2 | 0–0 | –   | –   | –   | –   | 1–1 |
| Petrojet FC            | –   | 0–0 | 2–1 | –   | 1–0 | 0–0 | 2–1 | 2–2 | –   | 1–1 | –   | —   | 1–2 | –   | 0–1 | –   | –   | –   |
| Pharco FC              | 1–1 | 0–1 | –   | –   | 0–0 | 4–3 | 3–2 | –   | –   | 0–0 | –   | –   | —   | –   | 2–1 | –   | 0–1 | 1–2 |
| Pyramids FC            | –   | –   | –   | 2–1 | –   | –   | 3–0 | 3–0 | –   | –   | 3–1 | 1–1 | 3–0 | —   | –   | 2–1 | 3–0 | –   |
| Smouha SC              | –   | –   | 0–3 | –   | 0–0 | –   | 2–4 | –   | –   | 1–0 | 1–4 | –   | –   | 0–1 | —   | –   | 0–2 | 2–1 |
| Tala'ea El-Gaish SC    | –   | –   | 0–2 | 0–1 | 0–0 | –   | –   | –   | –   | –   | 2–2 | 0–1 | 0–0 | –   | 0–0 | —   | –   | 1–0 |
| Zamalek SC             | –   | 2–0 | 0–1 | 1–1 | 4–1 | –   | –   | 3–2 | 2–0 | –   | 3–2 | 1–1 | –   | –   | –   | –   | —   | 1–1 |
| ZED FC                 | 0–1 | –   | 1–1 | 1–1 | –   | 0–0 | 2–0 | 2–0 | 2–2 | –   | –   | 1–1 | –   | 0–1 | –   | –   | –   | —   |

## Grupo de campeonato

### Clasificación
| Pos. | Equipo                 | Pts. | PJ | G | E | P | GF | GC | Dif. | Clasificación 2025-26                        |
| ---- | ---------------------- | ---- | -- | - | - | - | -- | -- | ---- | -------------------------------------------- |
| 1    | Al-Ahly (C)            | 58   | 8  | 6 | 1 | 1 | 22 | 9  | +13  | Clasificación a Liga de Campeones de la CAF  |
| 2    | Pyramids FC            | 56   | 8  | 4 | 2 | 2 | 15 | 10 | +5   | Clasificación a Liga de Campeones de la CAF  |
| 3    | Zamalek SC             | 47   | 8  | 4 | 3 | 1 | 14 | 6  | +8   | Clasificación a Copa Confederación de la CAF |
| 4    | Al-Masry               | 42   | 8  | 3 | 3 | 2 | 10 | 9  | +1   | Clasificación a Copa Confederación de la CAF |
| 5    | National Bank of Egypt | 38   | 8  | 2 | 3 | 3 | 13 | 12 | +1   |                                              |
| 6    | Ceramica Cleopatra FC  | 37   | 8  | 4 | 1 | 3 | 15 | 12 | +3   |                                              |
| 7    | Pharco FC              | 32   | 8  | 2 | 3 | 3 | 8  | 16 | −8   |                                              |
| 8    | Petrojet FC            | 27   | 8  | 1 | 2 | 5 | 7  | 17 | −10  |                                              |
| 9    | Haras El-Hodood        | 24   | 8  | 0 | 2 | 6 | 3  | 16 | −13  |                                              |

Actualizado a los partidos jugados el 31 de mayo de 2025.
 Fuente: SoccerWay
Criterios de clasificación: Puntos · Enfrentamientos directos · Diferencia de goles · Goles a favor · Puntos fair-play · Play-off.
Notas:
1. ↑  El Al-Ahly había recibido una penalización de tres puntos por negarse a jugar el partido de visitante ante el Zamalek, el cual debía jugarse el 11 de marzo de 2025. Posteriormente la Federación retiró el castigo al club.[5]

### Resultados
| Local \ Visitante      | AHL | MAS | CER | HAR | NBE | PET | PHA | PYR | ZAM |
| ---------------------- | --- | --- | --- | --- | --- | --- | --- | --- | --- |
| Al-Ahly                | —   | 4–2 | –   | 5–0 | 2–1 | –   | 6–0 | –   | –   |
| Al-Masry               | –   | —   | 0–4 | 2–0 | –   | 4–0 | –   | –   | 0–0 |
| Ceramica Cleopatra FC  | 0–1 | –   | —   | 2–0 | 2–4 | –   | –   | 1–5 | 2–2 |
| Haras El-Hodood        | –   | –   | –   | —   | 1–1 | 1–2 | –   | 1–2 | 0–2 |
| National Bank of Egypt | –   | 0–1 | –   | –   | —   | –   | –   | 4–2 | 2–2 |
| Petrojet FC            | 2–3 | –   | 0–2 | –   | 0–0 | —   | –   | 0–2 | 1–3 |
| Pharco FC              | –   | 1–1 | 0–2 | 0–0 | 2–1 | 2–2 | —   | 3–2 | –   |
| Pyramids FC            | 1–1 | 0–0 | –   | –   | –   | –   | –   | —   | –   |
| Zamalek SC             | 3–0 | –   | –   | –   | –   | –   | 2–0 | 0–1 | —   |

## Grupo de descenso

### Clasificación
| Pos. | Equipo              | Pts. | PJ | G | E | P | GF | GC | Dif. | Clasificación 2025-26 |
| ---- | ------------------- | ---- | -- | - | - | - | -- | -- | ---- | --------------------- |
| 1    | ZED FC              | 32   | 8  | 2 | 5 | 1 | 9  | 5  | +4   |                       |
| 2    | El Gouna FC         | 30   | 8  | 4 | 1 | 3 | 10 | 7  | +3   |                       |
| 3    | Tala'ea El-Gaish SC | 29   | 8  | 1 | 5 | 2 | 5  | 6  | −1   |                       |
| 4    | ENPPI Club          | 27   | 8  | 4 | 3 | 1 | 8  | 5  | +3   |                       |
| 5    | Modern Sport FC     | 26   | 8  | 5 | 2 | 1 | 12 | 7  | +5   |                       |
| 6    | Al-Ittihad          | 26   | 8  | 1 | 5 | 2 | 3  | 5  | −2   |                       |
| 7    | Smouha SC           | 25   | 8  | 0 | 5 | 3 | 2  | 6  | −4   |                       |
| 8    | Ismaily SC          | 23   | 8  | 2 | 3 | 3 | 7  | 7  | 0    |                       |
| 9    | Ghazl El-Mehalla    | 23   | 8  | 1 | 3 | 4 | 4  | 12 | −8   |                       |

Actualizado a los partidos jugados el 29 de mayo de 2025.
 Fuente: SoccerWay
Criterios de clasificación: Puntos · Enfrentamientos directos · Diferencia de goles · Goles a favor · Puntos fair-play · Play-off.

### Resultados
| Local \ Visitante   | ITT | ELG | ENP | GHA | ISM | MDS | SMO | TAL | ZED |
| ------------------- | --- | --- | --- | --- | --- | --- | --- | --- | --- |
| Al-Ittihad          | —   | –   | 1–1 | 0–0 | –   | –   | –   | –   | –   |
| El Gouna FC         | 2–0 | —   | –   | –   | –   | 0–1 | 1–1 | 0–1 | –   |
| ENPPI Club          | –   | 0–1 | —   | 1–0 | –   | 2–1 | –   | –   | 1–1 |
| Ghazl El-Mehalla    | –   | 0–4 | –   | —   | 1–1 | –   | 1–0 | –   | 0–3 |
| Ismaily SC          | 0–0 | 3–0 | 0–1 | –   | —   | 1–2 | –   | –   | 0–2 |
| Modern Sport FC     | 1–0 | –   | –   | 2–1 | –   | —   | 2–0 | –   | –   |
| Smouha SC           | 0–0 | –   | 0–1 | –   | 1–1 | –   | —   | 0–0 | –   |
| Tala'ea El-Gaish SC | 1–2 | –   | 1–1 | –   | 0–1 | 1–1 | –   | —   | –   |
| ZED FC              | 0–0 | 1–2 | –   | 1–1 | –   | 2–2 | 0–0 | 0–0 | —   |

## Máximos goleadores
Actualización final.
| Pos. | Jugador         | Club                   | Goles |
| ---- | --------------- | ---------------------- | ----- |
| 1    | Emam Ashour     | Al-Ahly                | 13    |
| 2    | Osama Faisal    | National Bank of Egypt | 12    |
| 3    | Nasser Mansi    | Zamalek SC             | 11    |
| 4    | Wessam Abou Ali | Al-Ahly                | 10    |
| 4    | Yaw Annor       | National Bank of Egypt | 10    |